# Эрфуртский собор
Эрфуртский собор (нем. Erfurter Dom) — посвящённый Деве Марии кафедральный собор эрфуртского епископства (в VIII веке, и вновь — с 1994 года). Старейшее церковное сооружение немецкого города Эрфурта в федеральной земле Тюрингия.
На протяжении всего Средневековья находился под управлением коллегиального капитула Девы Марии.

## Исторический очерк
Эрфурт был значимым центром уже во Франкском государстве, в силу чего первая церковь, предназначавшаяся для миссионера Бонифация, была возведена здесь уже около 725 года (на современном холме святого Петра).
Вскоре (в 741/742 годах) по просьбе Бонифация папа Захарий утвердил новое епископство «на называемом Эрфесфурт месте, которое уже долгое время было поселением крестьян-язычников». Одновременно с эрфуртской епархией, спустя короткое время инкорпорированной в майнцское епископство, были утверждены также епархии Бюрабурга (позже Фрицлара, также «поглощённой» Майнцем) и Вюрцбурга.
Церковное строительство на месте современного собора началось, скорее всего, в 752 году, хотя точное месторасположение и размер церкви являются спорным вопросом.
Существование церкви, однозначно посвящённой Деве Марии, впервые письменно подтверждено записью 1117 года. Кроме того, запись 1153 года повествует об обрушении «главной церкви» (лат. major ecclesia), вслед за чем в 1154 году на Соборном холме (нем. Domberg) началось возведение позднероманской крестообразной базилики. При этом во время строительных работ были обнаружены два захоронения, идентифицированные как мощи признанных святыми епископов Адолара и Эобана, что сразу же привлекло финансовые средства в виде многочисленных пожертвований и способствовало быстрому продвижению работ. К 1170 году церковь была, по всей видимости, уже настолько готова, что она стала местом посвящения в рыцари Людвига III, сына ландграфа Людвига Железного и племянника императора Фридриха Барбароссы, собственноручно проведшего церемонию. К этому времени (около 1160 года) восходят и старейшие предметы искусства, до сих пор сохраняемые в соборе: романская скульптура Девы Марии и массивный бронзовый светильник Вольфрама.
Согласно записям, церковь была освящена 20 июня 1182 года, при этом речь идёт о завершении основных работ; различного рода надстройки и переделки, а также возведение башен (1201 и 1237 года) относятся к более поздним временам.
Во второй половине XIII веке, по мере увеличения членов домского капитула (более 100) и с победным шествием готического стиля, было принято решение о кардинальной перестройке алтарной части церкви, то есть хора. Эти работы были завершены в 1290 году, вслед за чем последовала надстройка центральной башни (до 1307 года), где разместился знаменитый колокол Глориоза (впервые освящён в 1251 году; впоследствии многократно отлит заново, в последний раз в 1497 году).
Однако уже к середине XIV назрела необходимость очередного увеличения размеров и хора, и основного объёма церкви. Новый, так называемый «высокий хор» (нем. Hoher Chor), покоящийся на мощных и выступающих за пределы природного холма каменных сводах, был освящён констанцским епископом-ауксилиарием Фридрихом Рудольфом фон Штольбергом в начале 1370-х годов. Особой ценностью обладает витражная живопись, созданная в период между 1370 и 1420 годами — одна из наиболее полно сохранившихся на территории современной Германии, и в значительной степени сохранившееся оригинальное средневековое убранство хора. Одновременно (около 1330 года) на северной стороне собора был возведён торжественно оформленный портал, украшенный скульптурами двенадцати апостолов, фигурами притчи о десяти девах, а также изображениями Экклезии и Синагоги, символизирующих христианство и иудаизм.
В 1455 году был разобран центральный неф, и начались работы по возведению зальной церкви (когда именно они были завершены, достоверно неизвестно). Внушительный барочный алтарь был создан между 1697 и 1706 годами в период Контрреформации, и должен быть наглядно демонстрировать превосходство католического майнцского архиепископа над протестантским городским советом. Епископы, однако, постепенно потеряли интерес к эрфуртской церкви, что привело в XVII и в XVIII веках к постепенному разрушению здания. Высокая кровля башен, пострадавших при пожаре 1717 года, и вовсе не была восстановлена, будучи заменена на простую плоскую крышу.
В эпоху наполеоновских войн располагающийся за собором холм святого Петра был превращён в бастионированную крепость, а сам собор использовался в качестве конюшни французской армии. В 1813 году во время Освободительных войн вокруг собора развернулось ожесточённое сражение за крепость Петерсберг, в ходе которого была полностью разрушена вся застройка современной Соборной площади (нем. Domplatz), с тех пор остающейся свободным от зданий пространством.
С переходом Эрфурта к Пруссии в 1837 году домский капитул был распущен, и собор стал использоваться в качестве обычной приходской церкви. При этом уже в 1828 году начался целый ряд работ по реставрации и перестройке здания, завершившийся около 1900 года и придавший церкви её современный облик; так, одним из главных мероприятий стала замена высокой готической кровли главного нефа собора на более низкую и простую в своей конструкции.
Вторую мировую войну собор пережил почти нетронутым, не считая незначительных повреждений, устранённых к 1949 году.
Послевоенный период вновь охарактеризовался длительными реставрационными работами, завершёнными лишь в 1997 году. В 1994 году в связи с восстановлением епископской кафедры в Эрфурте бывшая коллегиальная церковь Девы Марии официально получила статус кафедрального собора.

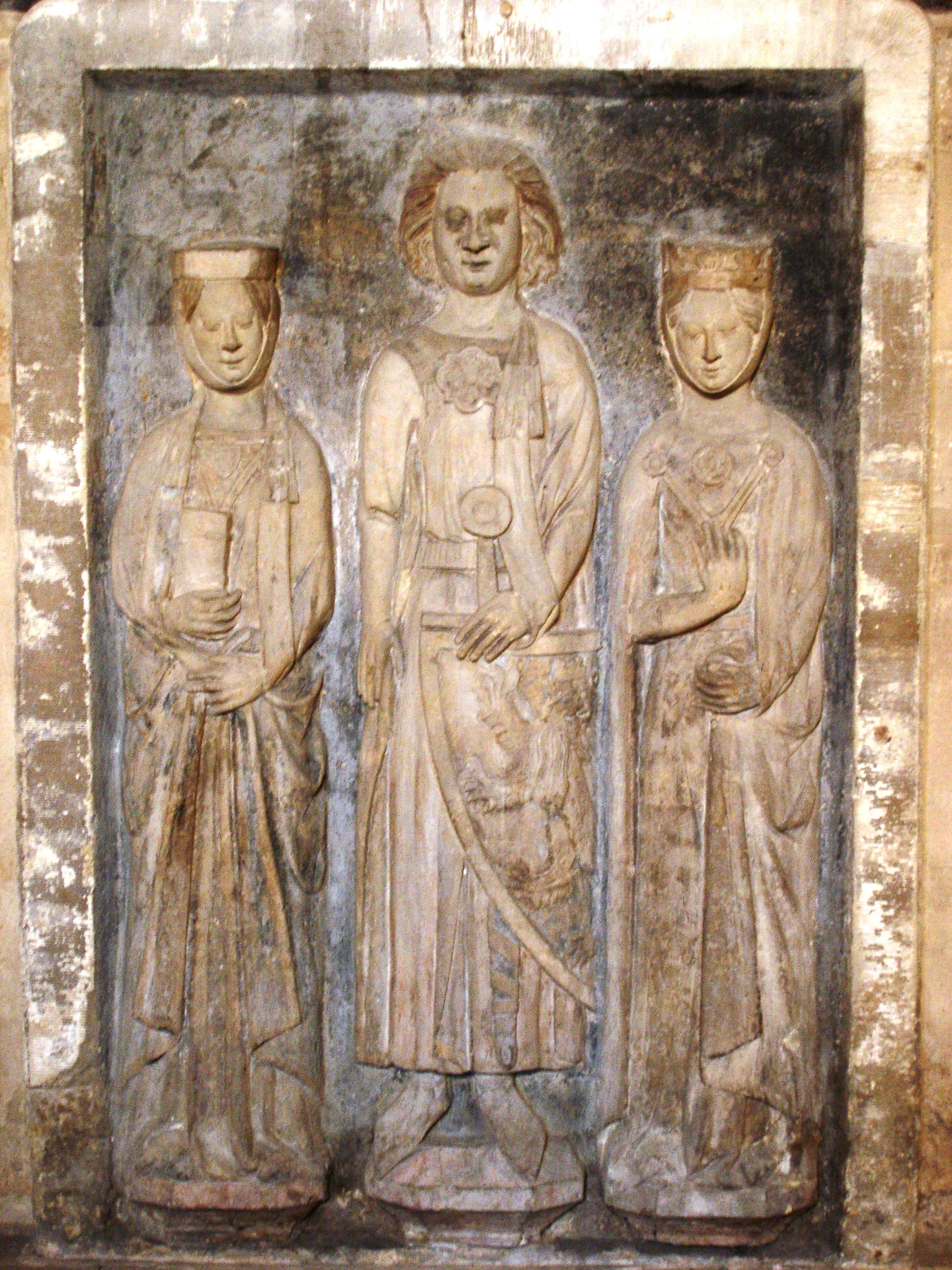
Надгробный камень могилы графа фон Глейхена и его двух жён
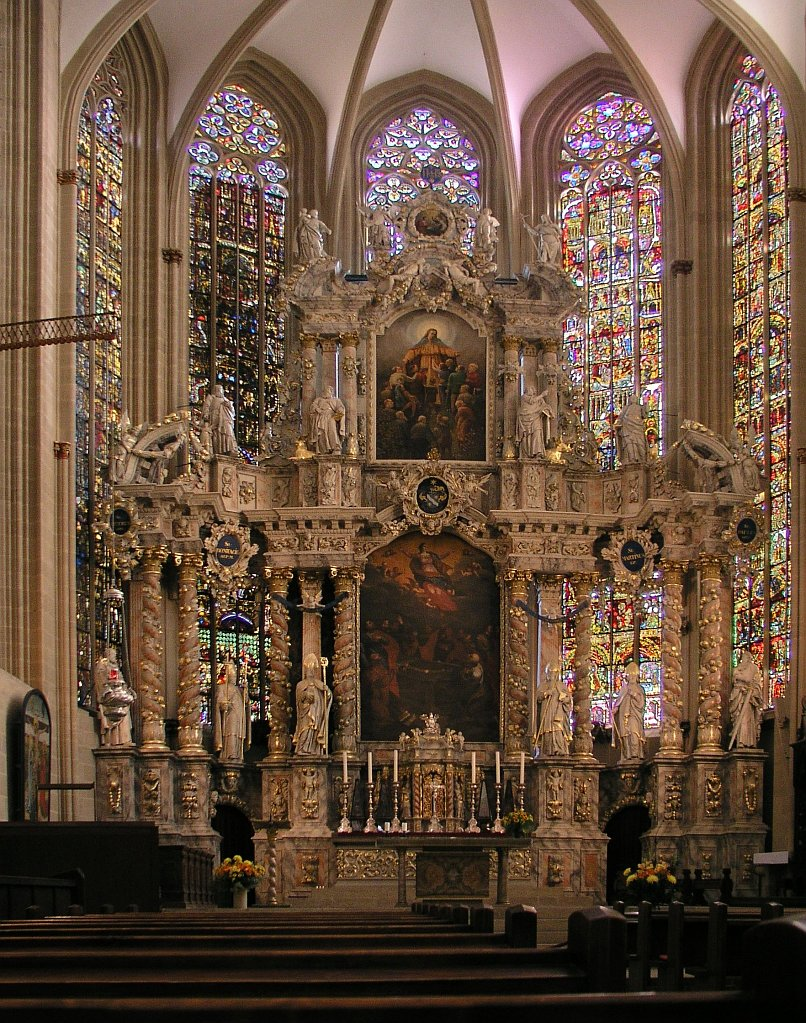
Барочный алтарь XVII века
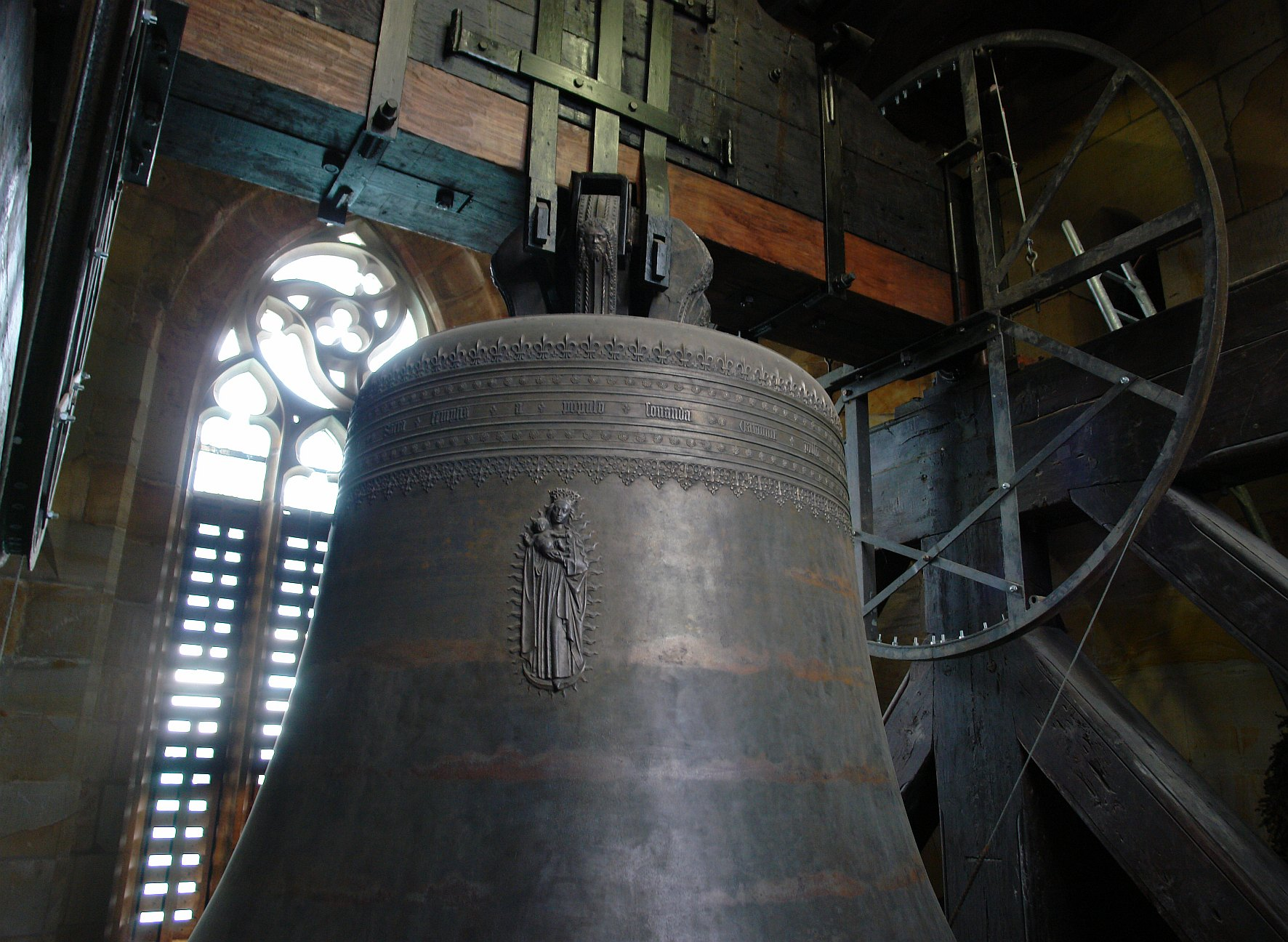
Колокол Глориоза
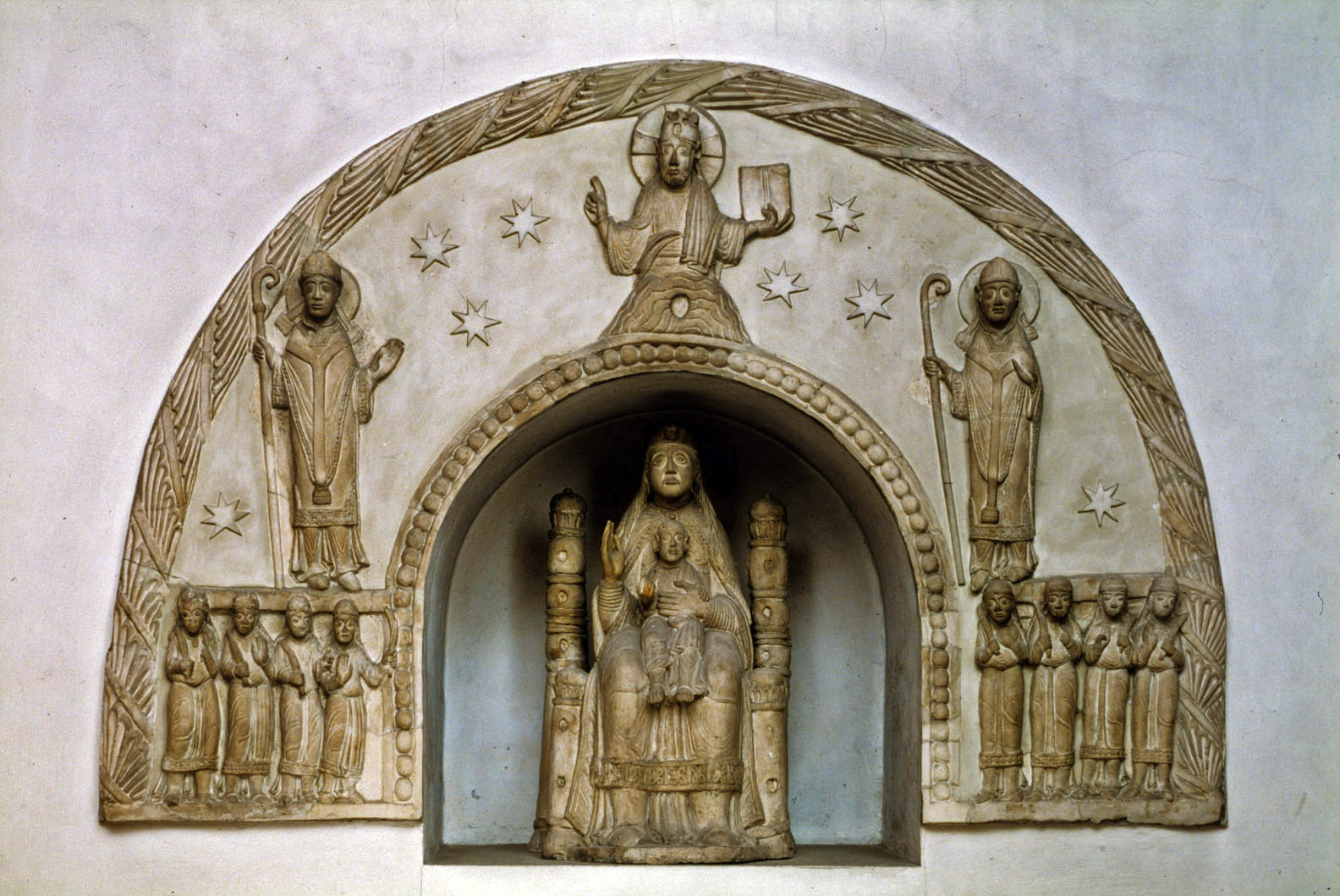
Мадонна XII века